# ラスト・アメリカン・ヒーロー
『ラスト・アメリカン・ヒーロー』（ラスト・アメリカン・ヒーロー、The Last American Hero）は、1973年に公開されたスポーツドラマ映画。ジャーナリストのトム・ウルフによるエッセイを基に、1950～60年代に活躍した実在のレーサージュニア・ジョンソンの半生を描いた作品。出演はジェフ・ブリッジスなど。

## キャスト
| 役名                           | 俳優                               | 日本語吹替                                                                          |
| 役名                           | 俳優                               | テレビ朝日版                                                                        |
| ------------------------------ | ---------------------------------- | ----------------------------------------------------------------------------------- |
| エルロイ・ジャクソン・ジュニア | ジェフ・ブリッジス                 | 橋本功                                                                              |
| マージ                         | ヴァレリー・ペリン                 | 藤田淑子                                                                            |
| ジャクソン夫人                 | ジェラルディン・フィッツジェラルド | 北原文枝                                                                            |
| ハッケル                       | ネッド・ビーティ                   | 神山卓三                                                                            |
| ウェイン・ジャクソン           | ゲイリー・ビジー                   | 古谷徹                                                                              |
| エルロイ・ジャクソン・シニア   | アート・ランド                     | 及川ヒロオ                                                                          |
| バートン・コルト               | エド・ローター                     | 大木民夫                                                                            |
| カイル・キングマン             | ウィリアム・スミス                 | 柴田秀勝                                                                            |
| モーリー                       | グレゴリー・ウォルコット           | 北村弘一                                                                            |
| デービー                       | アーニー・F・オルサッティ          | 仲木隆司                                                                            |
| 不明 その他                    | N/A                                | 緑川稔 国坂伸 野島昭生 宮下勝 石丸博也 矢田耕司 広瀬正志 上恭ノ介 田中康郎 芝田清子 |
| 日本語版スタッフ               |                                    |                                                                                     |
| 演出                           | 演出                               | 高桑慎一郎                                                                          |
| 翻訳                           | 翻訳                               | 鈴木導                                                                              |
| 調整                           | 調整                               | 山田太平                                                                            |
| 効果                           | 効果                               | 大野義信 東上別府精                                                                 |
| 制作                           | 制作                               | 日米通信社                                                                          |
| 初回放送                       | 初回放送                           | 1978年3月19日 『日曜洋画劇場』                                                      |